# Зъбът
Зъбът е връх в северния дял на Пирин с височина 2688 метра. Изграден е от гранити. Разположен е в централните части на Каменишкото странично било. Това име е ново, а традиционно е възприеман като част от масива на Куклите.
На север и северозапад от върха се простира каменистия Беговишки циркус. Склоновете му в тази посока са остри и скалисти. Под тях има обширно каменно море. Южно от Зъбът се зеленеят тучните пасбища на циркуса Башмандра. Склоновете в тази посока са значително по-полегати, тревисти. От тях бликат няколко студени извора, които дават началото на Средната (Башмандренската) река.
На изток от Зъбът по Каменишкото странично било е разположен Яловарника. Двата върха са свързани с къса леснопроходима седловина. През нея може да се премине от циркуса Башмандра към Беговишки, както и да се изкачат двата върха Яловарника и Зъбът.
На юг-югозапад от Зъбът е разположен масивът на Куклите. Свързващата ги седловина е доста стръмна и къса откъм Зъбът и значително по-дълга и полегата към Куклите. През нея, в близост до Беговишкото езеро минава маркирана в жълто пътека от хижа Беговица за хижа Пирин.
Зъбът е леснодостъпен връх. Удобните изходни точки за изкачването му са хижа Пирин, хижа Беговица и заслон Тевно езеро. От хижа Пирин пътеката минава през циркус Башмандра, като върхът може да се изкачи през която и да е от двете му седловини. От хижа Беговица пътеката минава през Беговишкото езеро и седловината между Куклите и Зъбът. От заслон Тевно езеро пътеката минава през Беговишкия превал, пресича се труднопроходимото каменно море под Яловарника в посока седловината между него и Зъбът, и оттам върхът се изкачва от изток.